# Осіни (Ґостинінський повіт)
Осіни (пол. Osiny) — село в Польщі, у гміні Гостинін Ґостинінського повіту Мазовецького воєводства.
Населення — 144 особи (2011).
У 1975-1998 роках село належало до Плоцького воєводства.

## Демографія
Демографічна структура станом на 31 березня 2011 року:
|          | Загалом | Допрацездатний вік | Працездатний вік | Постпрацездатний вік |
| -------- | ------- | ------------------ | ---------------- | -------------------- |
| Чоловіки | 75      | 18                 | 49               | 8                    |
| Жінки    | 69      | 14                 | 32               | 23                   |
| Разом    | 144     | 32                 | 81               | 31                   |